# Сергис, Янис
Янис Сергис (латыш. Jānis Serģis; 16 июня 1938, Цесис, Латвия — 9 января 2017) — советский мотоспортсмен и латвийский тренер. Многократный чемпион Латвии и СССР по мотокроссу на мотоциклах с коляской.

## Спортивная карьера
Чемпион СССР 1971 года (вместе с Гунтисом Миглой), 1974 года (вместе с Алдисом Янсинсом); бронзовый призёр 1982 года (вместе с Янисом Суипи).
Спортивную карьеру начинал c братом Петерисом, заняв второе место на Балтийском чемпионате. Участвовал в соревнованиях c 1957 по 1992 год.
Тренер многократного чемпиона мира Кристерсa Сергиса.
Похоронен на Лесном кладбище в Цесисе.

## Награды и звания
Командор ордена Трех Звезд (1997). В 2011 году получил награду «За многолетний вклад в развитие латвийского спорта».